# Epimecis vexillata
Epimecis vexillata là một loài bướm đêm trong họ Geometridae.